# Embryogenèse somatique
L'embryogenèse somatique est une technique couramment utilisée en culture in vitro. Elle permet de générer un embryon à partir d'un cal ou de suspensions cellulaires. Cette technique fait appel à la notion de totipotence (spécifique des végétaux), en effet on part ici de cellules somatiques et non de cellules germinales.
On distingue l'embryogenèse somatique directe, quand les embryons sont induits directement à partir des cellules somatiques de l'explant, de l'embryogenèse somatique indirecte, qui passe par l'intermédiaire de cals.

## Principe
L'embryogenèse somatique permet d'obtenir des plantules génétiquement identiques à la plante mère. Dans une graine, on trouve la future plante sous forme d'embryon (embryon zygotique) qui résulte de la reproduction sexuée. Cette technique consiste alors à provoquer l'apparition des tissus végétaux mis en culture in vitro, qui provoque de nombreuses divisions cellulaires. Cette embryogenèse somatique génère alors des embryons dans ces divisions cellulaires ou dans les cals, c'est-à-dire un amas de cellules indifférenciées (qui ont été dédifférenciées sur l'explant de la plante mère avec le phénomène de totipotence végétale). 
Sous certaines conditions, les cultures cellulaires s'organisent ensuite en nombreux petits massifs à structure bipolaire (avec un méristème de racines et un méristème de tiges) nommés embryons somatiques. Comme les embryons zygotiques présents dans les graines, les embryons somatiques obtenus à partir de cellules non sexuées (sans fécondation) se développent en un nombre illimité de plantes génétiquement identiques. C'est actuellement la technique la plus performante pour la multiplication végétative des conifères.

## Les principales étapes

### Étape 1
On induit de nombreuses divisions cellulaires à partir des tissus mis en culture. Le milieu est complémenté par de fortes doses d'auxine (2,4D) et de cytokinines. Le 2,4D est une auxine de synthèse. Elle est perçue comme une auxine par la plante mais n'est pas dégradée.
Son accumulation provoque alors un choc auxinique : les cellules prolifèrent et forment un cal cellulaire.

### Étape 2
Le cal est transféré sur un milieu d'induction de l'embryogenèse. Ce milieu est seulement complémenté en 2,4D. Le cal cellulaire devient alors embryogène. On peut ainsi découper ce cal en plusieurs morceaux pour augmenter la taille de la population végétale.

### Étape 3
Le cal est transféré sur un milieu d'expression ou milieu blanc. Ce milieu ne contient aucune hormone et va permettre le développement des embryons (que le 2,4D inhibait).

### Étape 4
Les embryons vont ensuite se développer (durant 5 semaines), puis germer. On obtient des plantules somatiques au bout de 12 semaines, elles vont alors pouvoir être cultivées en sol pour finir leur croissance.
| Composés                           | Milieu blanc | Milieu d'induction | Milieu d'expression |
| ---------------------------------- | ------------ | ------------------ | ------------------- |
| Macroéléments de Murashige & skoog | 200 ml       | 200 ml             | 200ml               |
| FeEDTA                             | 10 ml        | 10 ml              | 10 ml               |
| Oligo-éléments                     | 1 ml         | 1 ml               | 1 ml                |
| Vitamines                          | 1 ml         | 1 ml               | 1 ml                |
| Saccharose                         | 30 ml        | 30 ml              | 30 ml               |
| Gélose                             | 10 ml        | 10 ml              | 10 ml               |
| 2,4D                               | 0            | 10-6M              | 10-6M               |
| Cytokinine                         | 0            | 10-6M              | 0                   |

Tableau explicatif des différents milieux utilisés.

## Applications
- Obtention rapide de semences d'élites pour les espèces ligneuses.
- Obtention de semences pour des variétés stériles (pommes de terre polyploïdes, bananier...).
- Possibilité de culture en réacteur : production de semences artificielles à grande échelle (gymnospermes).
- Obtention de germplasme, utilisé ainsi lors de la création de banques de souches pour la conservation génétique des plantes.
- Sauvegarde et multiplication de plantes en voie d'extinction.